# Nandopsis tetracanthus
Nandopsis tetracanthus är en fiskart som först beskrevs av Valenciennes, 1831.  Nandopsis tetracanthus ingår i släktet Nandopsis och familjen Cichlidae. Inga underarter finns listade i Catalogue of Life.